# Grazalema (kommunhuvudort)
Grazalema är en kommunhuvudort i Spanien.   Den ligger i provinsen Provincia de Cádiz och regionen Andalusien, i den södra delen av landet, 400 km söder om huvudstaden Madrid. Grazalema ligger 827 meter över havet och antalet invånare är 2 160.
Terrängen runt Grazalema är kuperad åt nordost, men åt sydväst är den bergig. Runt Grazalema är det glesbefolkat, med 12 invånare per kvadratkilometer. Närmaste större samhälle är Ubrique, 11,5 km sydväst om Grazalema. 